# Цулукидзе, Антон Григорьевич
Цулукидзе Антон Григорьевич (17 марта 1921, Ткибули — неизвестно) — советский музыковед. Заслуженный деятель искусств Грузинской ССР (1967). Кандидат искусствоведения (1979).

## Биография
В 1950 году окончил историко-теоретическое отделение Тбилисской консерватории. Обучался у В. Г. Донадзе, ранее под руководством А. Д. Вирсаладзе по классу фортепиано. 
Защитил кандидатскую диссертацию на тему: «Шалва Мшвелидзе и его оперное творчество».
С 1953 года стал преподавателем в той же консерватории. В 1953—61 — заведующий музыкальным отделом журнала «Советское искусство». В 1961—65 годы — начальник отдела музыкальных учреждений. 
С 1965 года — главный редактор Министерства культуры Грузинской ССР.